# سپاه زرهی مصر
سپاه زرهی مصر (انگلیسی: Egyptian Armoured Corps) سپاه زرهی نیروی زمینی مصر است، که در سال ۱۸۲۸ تحت عنوان سپاه پیاده مصر تأسیس شد و از سال ۱۹۶۱ تاکنون تحت عنوان سپاه زرهی مصر فعالیت می‌کند و فرماندهی و نظارت بر تیپ‌ها و لشکرهای زرهی ارتش مصر را برعهده دارد. ستاد فرماندهی سپاه زرهی مصر در شهر هلیوپلیس قرار دارد.